# Ñangapiré
Ñangapiré est une localité uruguayenne du département de Cerro Largo.

## Localisation
Située sur les bords du río Tacuarí au centre-sud du département de Cerro Largo, Ñangapiré se déploie au niveau du kilomètre 377 de la route 8, tout près de la localité de Arachania.

## Population
| 2011 |
| ---- |
| 5    |

## Source
- (es) Cet article est partiellement ou en totalité issu de l’article de Wikipédia en espagnol intitulé « Ñangapiré » (voir la liste des auteurs).